# Deutscher Soldatenfriedhof Hooglede

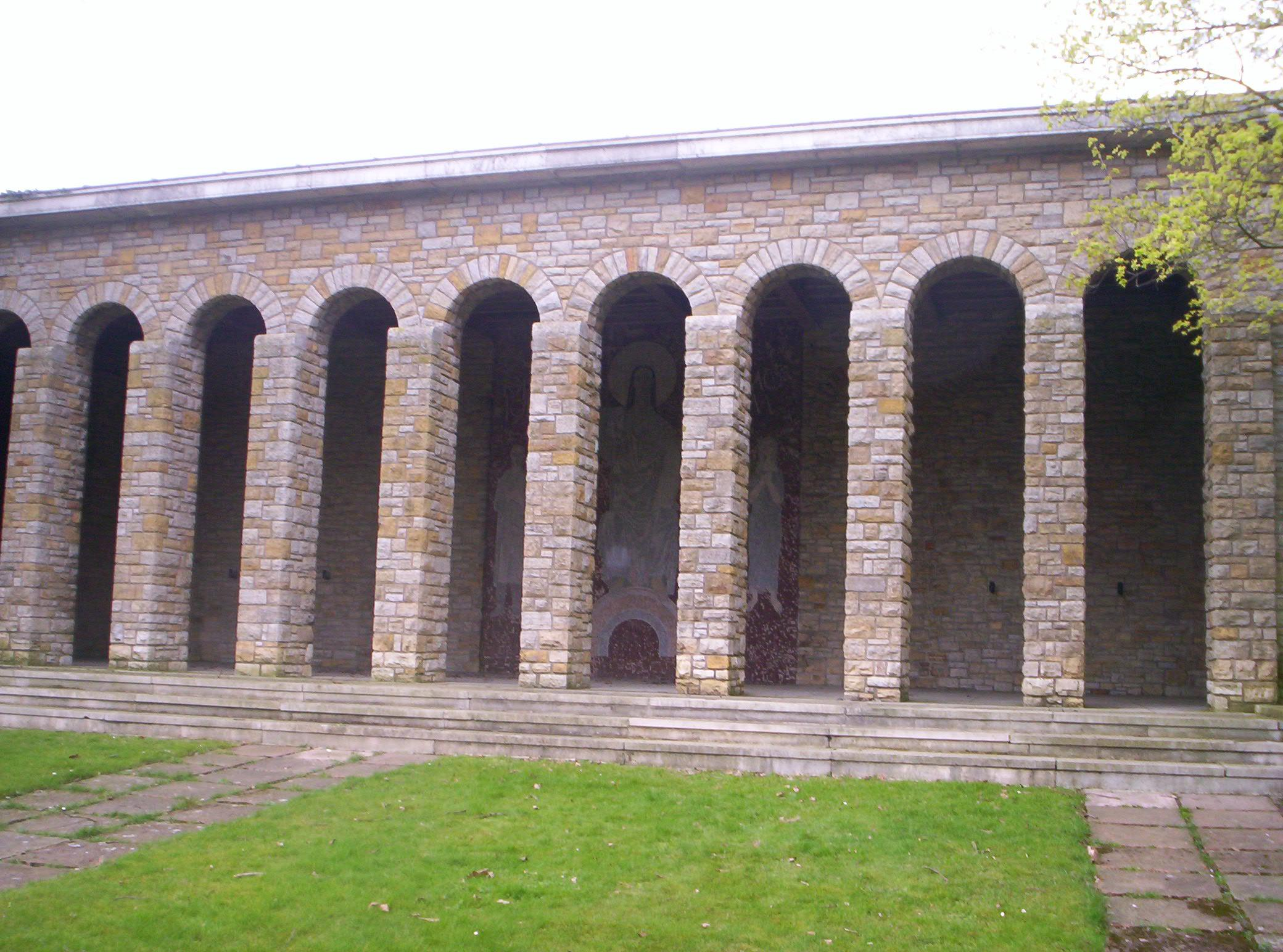
Die Gedenkhalle aus dem Stein des Deutschen Pavillons der Weltausstellung 1937

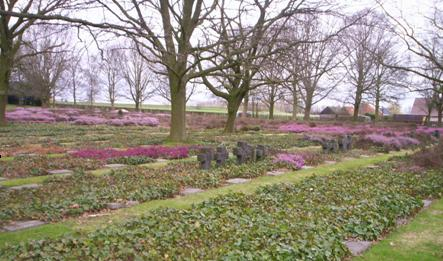
Deutsche Kriegsgräberstätte Hooglede (Belgien)

Der deutsche Soldatenfriedhof Hooglede ist ein Ehrenfriedhof in Hooglede, Belgien, 6 Kilometer nordwestlich von Roeselare (Roulers). Er liegt am östlichen Ortsausgang. Es ist die Ruhestätte für 8.241 deutsche Soldaten des Ersten Weltkriegs.

## Gestaltung
Der Friedhof wurde anfänglich 1917 von der deutschen Truppe angelegt. Nach Ende des Ersten Weltkriegs waren hier erst 4.100 Gefallene bestattet. Der Friedhof wurde durch den „Amtlichen Deutschen Gräberdienst“ zwischen den beiden Weltkriegen erweitert. Die große Bogenhalle aus Ibbenbürener Sandstein entstand aus dem Material des deutschen Pavillons, der nach Ende der Weltfachausstellung Paris von 1937 abgebrochen wurde.

## Zusammenlegung
1954 vereinbarte man, die zahlreichen, bedingt durch den Kriegsverlauf verstreuten kleinen deutschen Soldatenfriedhöfe zusammenzulegen. Entsprechend wurden zwischen 1956 und 1958 die deutschen Gefallenen auf den noch bestehenden 128 Friedhöfen auf nunmehr vier deutsche Soldatenfriedhöfe in Flandern zusammengeführt: Langemark, Menen, Vladslo und Hooglede.

## Versöhnung
Nach einer grundlegenden Renovierung wurde der Friedhof am 5. Mai 2012 feierlich wiedereröffnet. Von den Kosten der Renovierung hat die Provinz Westflandern und die Gemeinde Hooglede 80 % der Kosten übernommen. Kinder aus Hooglede und Gits, der flämische Vizeministerpräsident, der Bürgermeister von Hooglede sowie deutsche Teilnehmer nahmen an der feierlichen Einweihung teil.

## Historisches Denkmal
Im Jahr 2008 wurde der Friedhof als historisches Denkmal von der Belgischen Denkmalschutzbehörde eingestuft wegen seines historischen, kulturellen und architektonischen Wertes.